# Estádio Municipal Nhozinho Santos
Estádio Municipal Nhozinho Santos – stadion piłkarski, w São Luís, Maranhão, Brazylia, na którym swoje mecze rozgrywa klub Moto Club de São Luís.